# Muntanya de Canemàs
La Muntanya de Canemàs és una serra situada entre els municipis de Montagut i Oix i de Sant Joan les Fonts a la comarca de la Garrotxa, amb una elevació màxima de 733 metres.